# Argyromanis patagonica
Argyromanis patagonica és una espècie extinta de mamífer xenartre que visqué a Sud-amèrica durant el Miocè. Se n'han trobat restes fòssils a la Patagònia argentina. Es tracta de l'única espècie del gènere Argyromanis. Originalment fou descrit com un pangolí, però des de principis del segle xx se l'inclou entre els xenartres. De totes maneres, encara planen moltes incògnites sobre la seva classificació i calen més estudis per aclarir la seva taxonomia. El nom genèric Argyromanis significa ‘Manis de la plata’ en llatí, mentre que el nom específic patagonica significa ‘patagona’.